# 3307 Athabasca
3307 Athabasca este un asteroid din centura principală, descoperit pe 28 februarie 1981 de Schelte Bus.